# DJ resident
Per dj resident si intende un disc jockey del quale, a differenza di un ospite, la prestazione a un evento musicale ciclico è prassi. Modellando parte dell'impronta stessa di questi, ha il ruolo di garantire all'utenza sonorità adeguate, nel caso perfino l'ospite principale dovesse svuotare la pista.
Generalmente, un dj resident è un dj non freelance, di solito è vincolato dal suonare a serate legate alla concorrenza, a volte da contratti d'agenzia, ma nel più dei casi col semplice accordo verbale.